# Parque natural de la Bahía de Cádiz

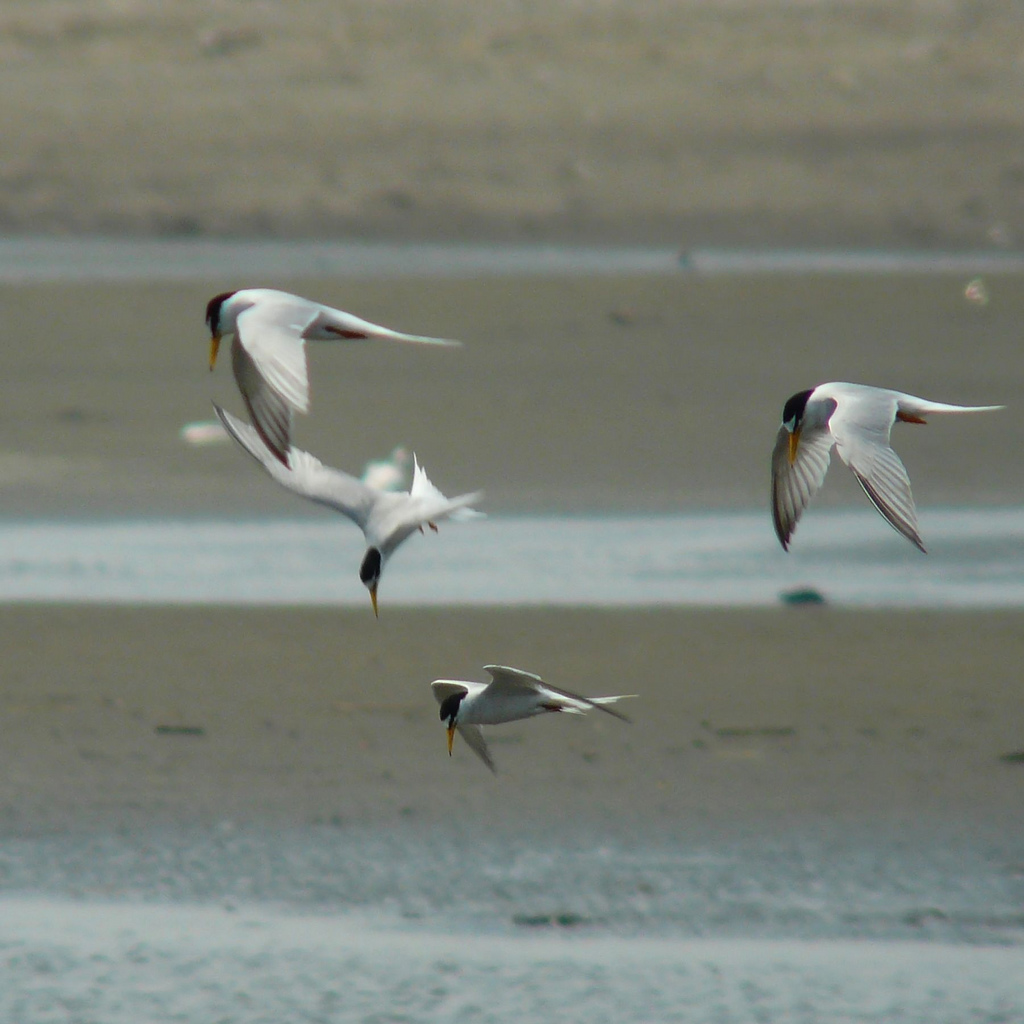
El charrancito común (Sternula albifrons) es el ave más característica del parque. Cría en las dunas cercanas a la costa y se alimenta en los esteros cercanos.

El parque natural de la Bahía de Cádiz es un espacio natural protegido desde 1989 que se extiende a lo largo de 10 522 hectáreas en Andalucía. Se extiende por los municipios de Cádiz, San Fernando, Puerto Real, Chiclana de la Frontera y El Puerto de Santa María. Comprende marismas, playas, pinares, arenales y zonas de matorral que son ribera de la bahía de Cádiz y las marismas asociadas a las desembocaduras del río Guadalete y río Iro, y también los espacios naturales adyacentes al caño de Sancti Petri. Al localizarse en una zona de paso para las aves entre Doñana y el estrecho de Gibraltar, sirve de hábitat para ciertas especies singulares como los charrancitos, cigüeñuelas y avocetas. La sede del parque se sitúa en San Fernando, junto al jardín botánico de la ciudad, destinado a la conservación de la flora autóctona.

## Valor ecológico
De gran valor ecológico a pesar de insertarse en un espacio casi totalmente transformado por la acción humana, destaca su riqueza faunística tanto por el número de especies de peces como por su avifauna (cormoranes, gaviotas, somormujos, charranes, chorlitejos, cigüeñuelas, avocetas, fochas, ánades, garcillas, garzas, flamenco, águila pescadora). Entre las especies de moluscos son abundantes las cañaíllas, verdigones, almejas, camarones y cangrejos, también presentes en las salinas donde además se capturan los llamados "pescados de estero": lenguados, lubinas, doradas, lisas... La extracción de sal ha sido, junto con la pesca de bajura, el aprovechamiento más tradicional de la Bahía. La técnica de la producción de la sal se ha mantenido casi intacta durante siglos: el agua del mar impulsada por la marea entra a través de un sistema de caños de alimentación y de compuertas por sucesivos estanques hasta que los cálidos vientos de Levante y la fuerte insolación provocan una intensa evaporación y la cristalización de la sal en las salinas.
Dentro del parque existen dos parajes naturales:
- La isla del Trocadero una de las pocas colonias de espátulas de la península ibérica.
- La isla de Sancti Petri

Debido a todo este valor ecológico el parque está declarado:
- Lugar de Importancia Comunitaria en Andalucía.[3]
- Zona de Especial Protección para las Aves (ZEPA) en Andalucía.[4]

## Flora y Fauna
El entorno cuenta con diversos endemismos de interés

## Explotación

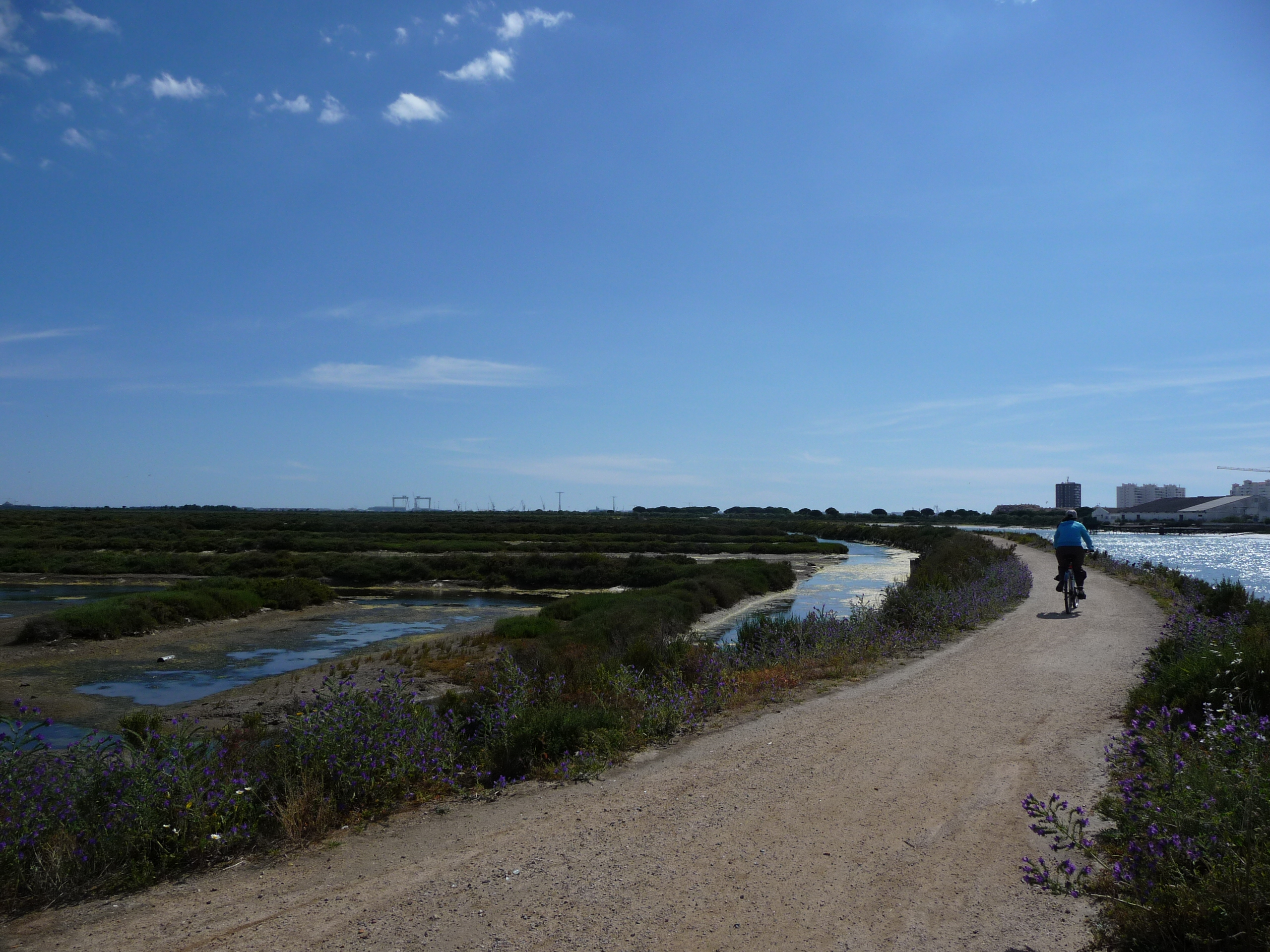
Cicloturismo.

Los usos del parque están demarcados por el Plan Rectores de Uso y Gestión. En concreto la explotación comercial de los recursos del parque es muy limitada, tanto pesca, marisqueo y extracción de sal (referente nacional), lo que provoca quejas de parte de la sociedad.
Sin embargo, la gestora del parque ha hecho una importante apuesta por el turismo de naturaleza instalando merenderos, y lugares de descanso y deporte al aire libre, que se complementan con senderos naturales El parque tiene regularmente sistema de alquiler de bicicletas, canoas y un tren para hacer visitas.

## Centros de visitantes

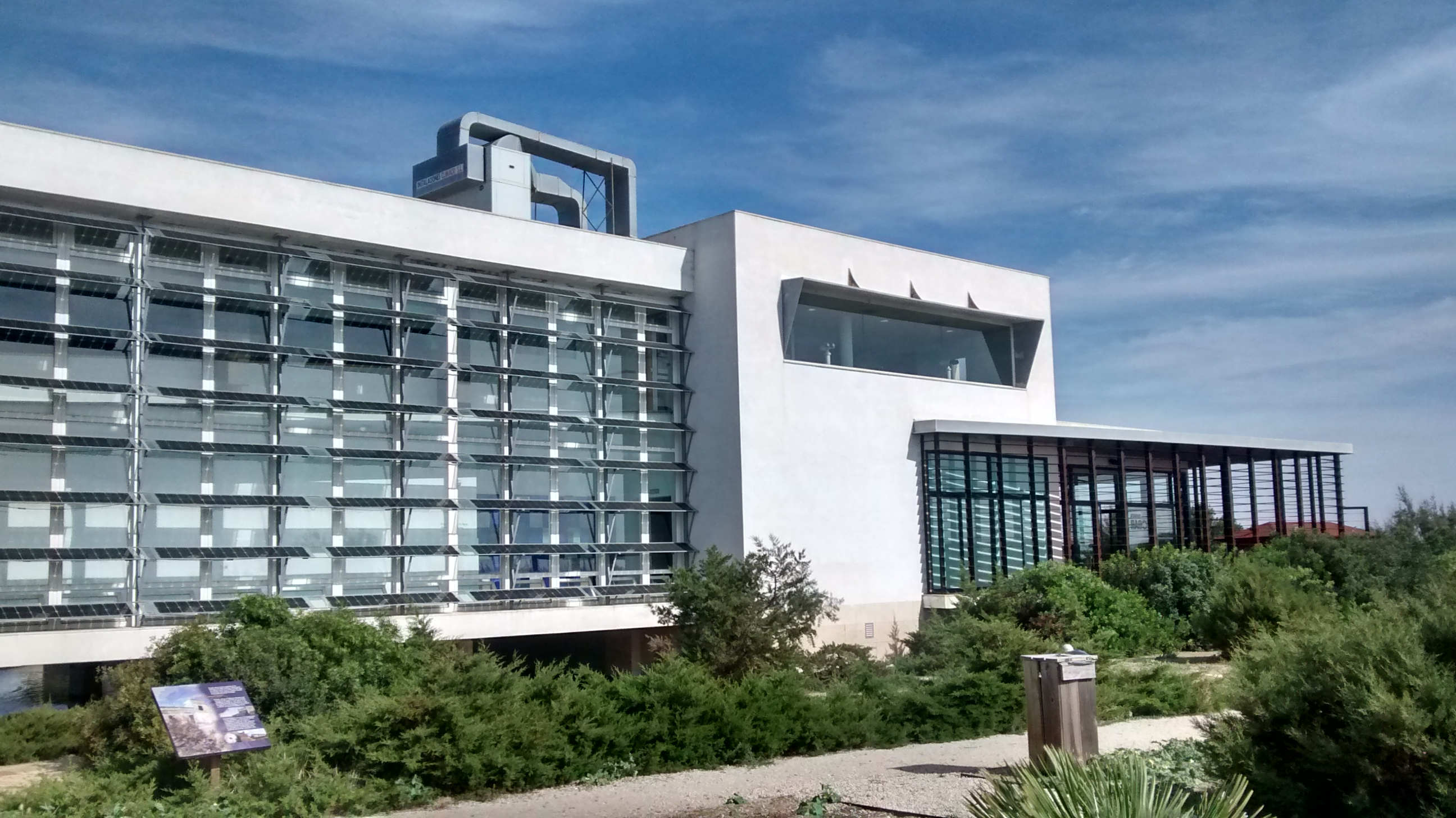
Centro de visitantes del parque natural Bahía de Cádiz en San Fernando.

El parque dispone de tres centros para recepción de visitantes:
- Uno situado en Valdelagrana, en El Puerto de Santa María que sirve de acceso al Parque Metropolitano de los Toruños
- El centro de recepción de visitantes de San Fernando situado en el acceso a la playa de Camposoto.
- Centro de interpretación de las salinas en Chiclana de la Frontera

## Amenazas

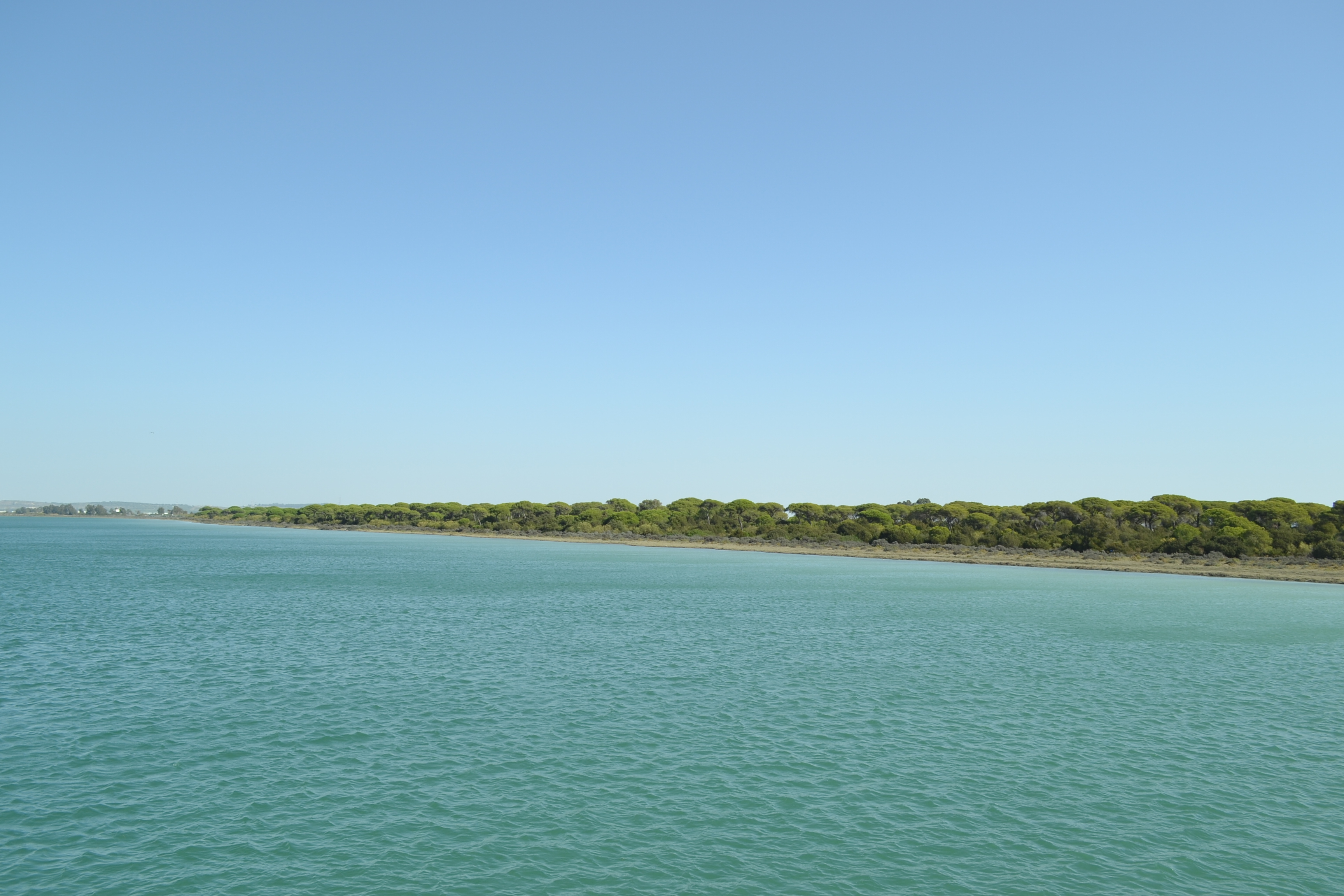
Río San Pedro

El parque ha sido víctima de modificaciones humanas desde tiempos inmemoriales, destacando el desvío de parte del cauce del río Guadalete para que desembocara en El Puerto de Santa María. Quedando el cauce anterior denominado Río San Pedro
Como todo territorio natural, la expansión de las zonas colindantes amenaza su integridad. Una vez se paró el avance de edificaciones de Valdelagrana, parece que la principal amenaza viene por la parte de algunos organismos que realizan diferentes actuaciones en el término municipal de Puerto Real, tales como: La construcción del polígono industrial Las Aletas, paralizado por el Supremo, las ampliaciones del Campus de Puerto Real (lo que incluye la nueva Escuela Superior de Ingeniería de la Universidad de Cádiz) están consumiendo lentamente la superficie del parque. Hasta el día de hoy se están haciendo esfuerzos para ir recuperando el espacio natural, gestión que se realiza también dentro del ámbito del Parque Metropolitano Marismas de Los Toruños y Pinar de la Algaida incluido dentro del parque. Algunos crítican sin embargo que la puesta en valor pone en peligro la recuperación de las especies del parque[cita requerida].

## Galería

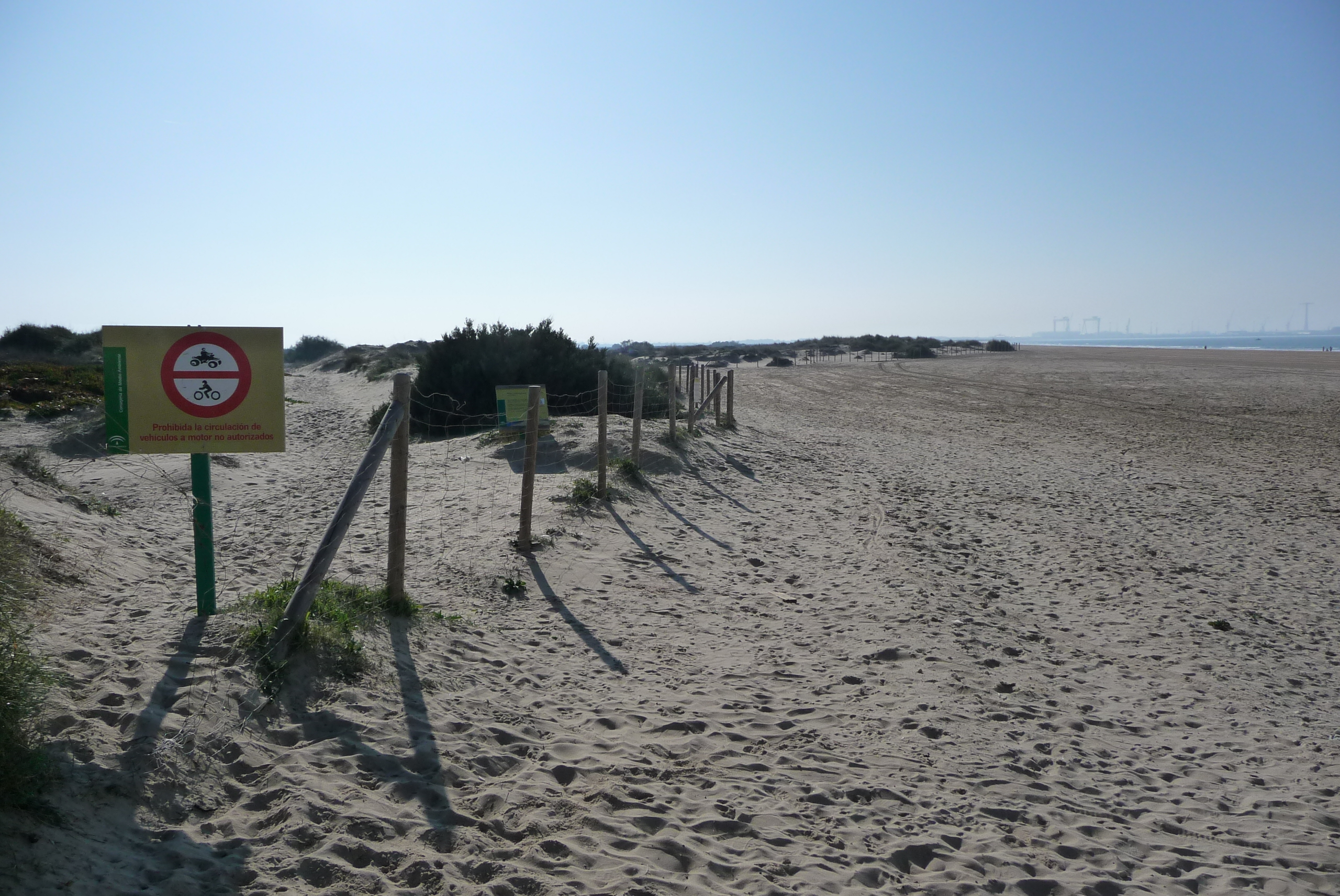
Valdelagrana
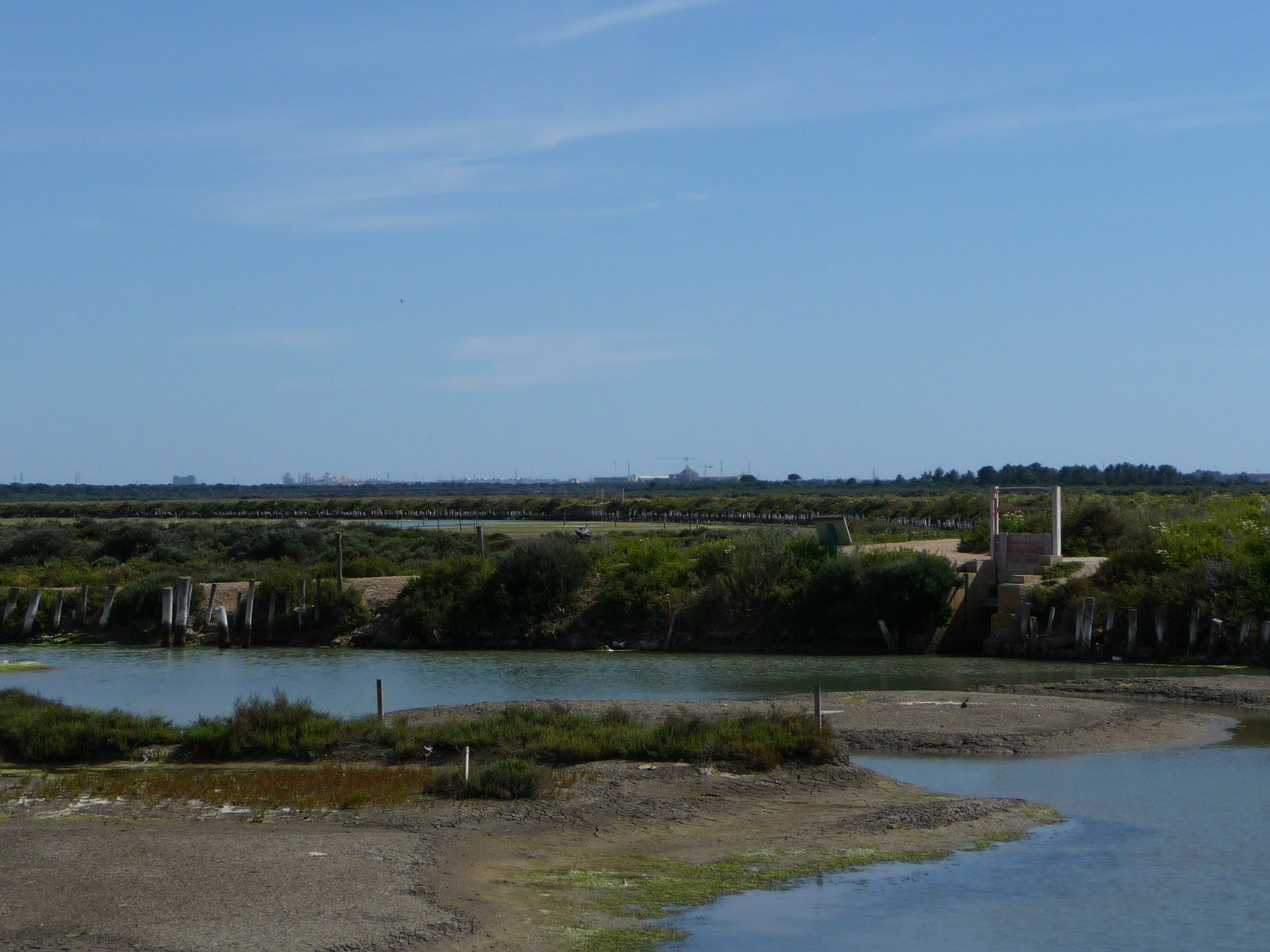
Salinas
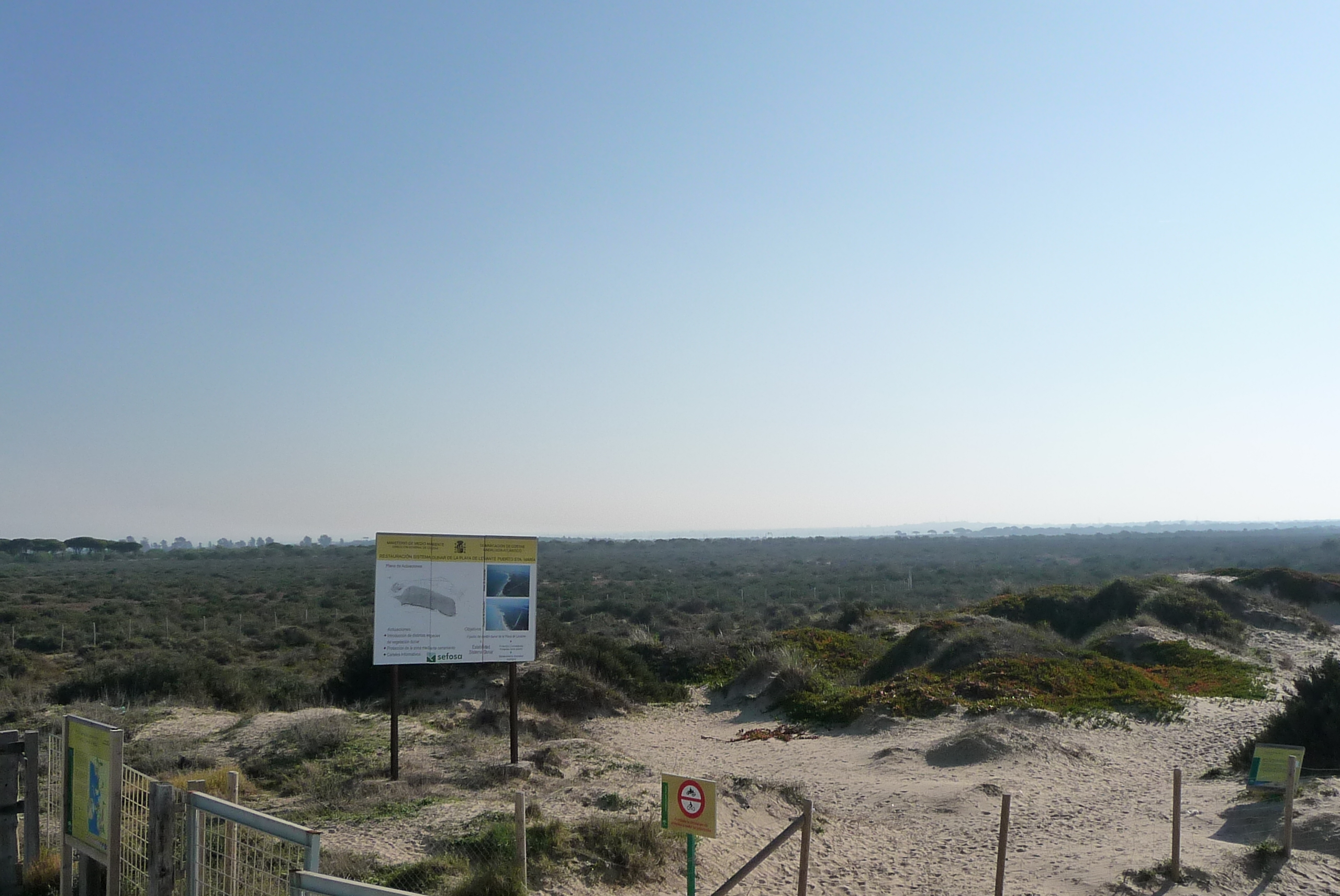
Límite con Valdelagrana
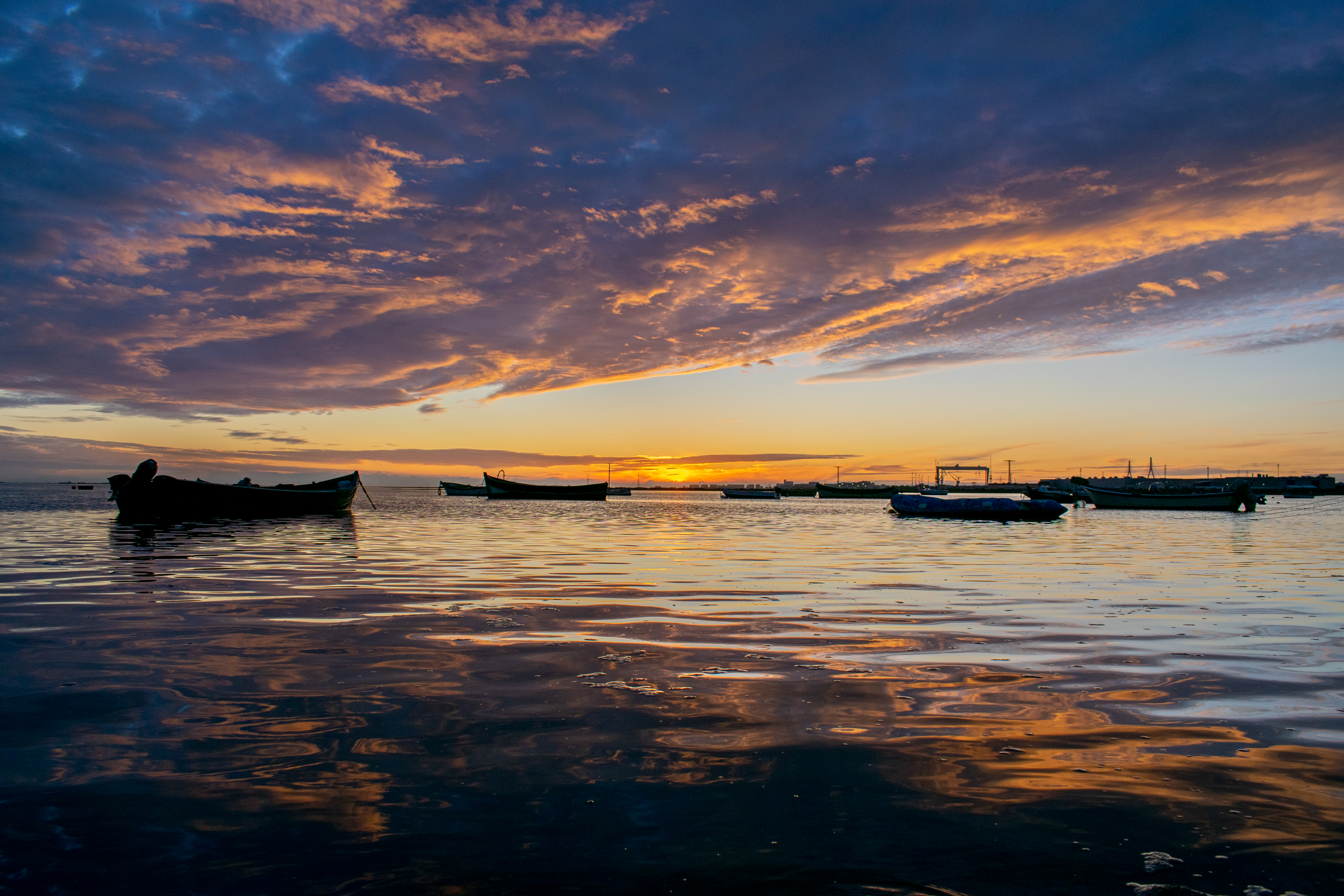
Atardecer
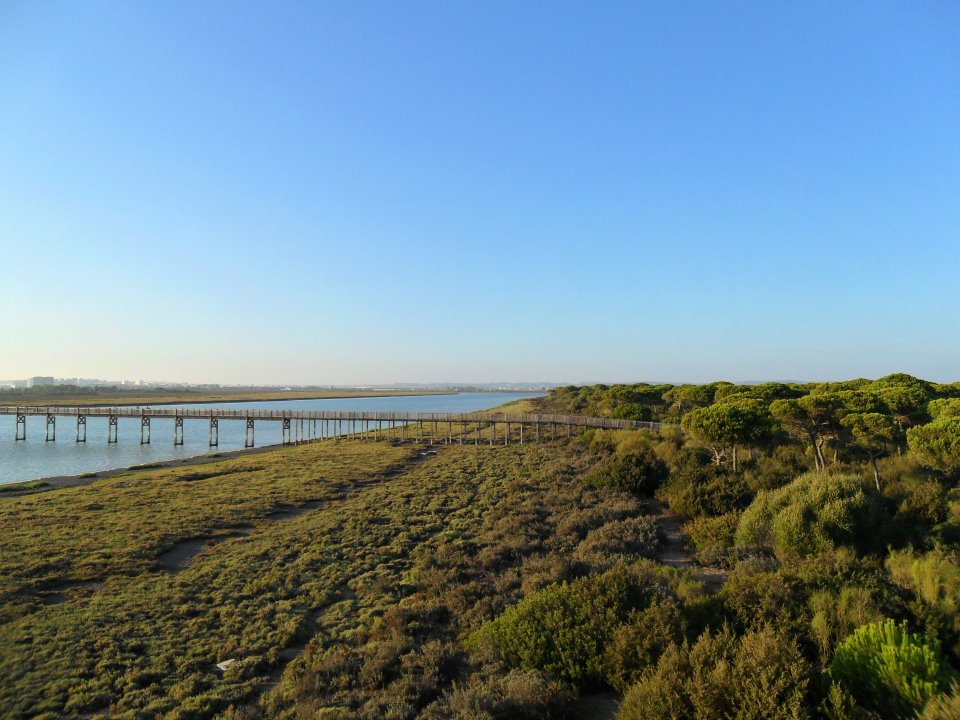
Puente sobre el río San Pedro